# Председатель Реввоенсовета республики
«Председатель Реввоенсовета республики» ― рассказ русского советского писателя Михаила Александровича Шолохова, написанный в 1925 году.

## Публикации
Впервые рассказ «Председатель Реввоенсовета республики» опубликован в журнале «Огонёк», № 28, 5 июня 1925 года. Входил рассказ в авторские сборники «Лазоревая степь» (1926) и «Лазоревая степь. Донские рассказы. 1923―1925» (1931).

## Сюжет
Написанное в форме сказа, произведение представляет собой монолог председателя хуторского совета Богатырёва, бывшего конармейца-будёновца, объявившегося себя в связи со сложной обстановкой председателем реввоенсовета республики. В центре повествования ― встреча героя-рассказчика с бандой Фомина, лишь чудом (вовремя подоспел отряд станичной милиции) не завершившаяся его гибелью.

## Реальные лица в рассказе
Время описанных в рассказе «Председатель Реввоенсовета республики» событий ― ранняя весна 1921 года, период борьбы с бандитизмом на Верхнем Дону, в частности с бандой Я. Е. Фомина, казака хутора Рубежный Еланской станицы, в недавнем прошлом участника первой мировой и Гражданской (на стороне красных) войн, назначенного в июле 1920 года командиром Вёшенского караульного эскадрона. 11 марта 1921 года на волне недовольства населения продразвёрсткой возглавил мятеж под лозунгом «Советы без коммунистов» (к этим событиям Михаил Александрович Шолохов вновь обратился в четвёртой книге «Тихий Дон»). Писатель лично знал Я. Е. Фомина, неоднократно встречался с ним на хуторе Рубежный, где в течение нескольких месяцев жила семья Шолохова в 1919 году:
Мне пришлось жить с ним в одном хуторе, за Донцом около двух-трёх месяцев. Часто вели мы горячие споры на политические темы....

## Персонажи
- Богатырёв ― рассказчик и главный герой рассказа, фронтовик; после возвращения из армии Будённого домой избран председателем хутора; после налётов банды объявляет хутор республикой, а себя председателем реввоенсовета республики.

- Никон ― секретарь Богатырёва, погибает по дороге в станицу от рук бандитов.

- Пятеро верховых ― безымянные бандиты, нападают в степи на Богатырёва и Никона.

- Станичный военком ― безымянный персонаж, приезжает в хутор разбираться с самоуправством Богатырёва.

- Фомин ― атаман банды.